# Benson (Oxfordshire)
Benson is een civil parish in het bestuurlijke gebied South Oxfordshire, in het Engelse graafschap Oxfordshire met 4754 inwoners.
Het militair vliegveld RAF Benson ligt zuidoostelijk van de woonkern van Benson.